# 713 CCFL
A carreira 713 da Carris, transportadora coletiva municipal de Lisboa, Portugal, é simbolizada com a cor laranja e é uma carreira complementar na rede de transportes públicos da cidade de Lisboa. Tem os seus terminais na Alameda de Dom Afonso Henriques e na Estação de Campolide, passando por Campolide, Lapa e Alcântara, reforçando o percurso de outras carreiras principais como a 742 e proporcionando o serviço no eixo entre Santos, Estrela e Amoreiras, além de ligar a Pampulha à estação ferroviária de Campolide.
Teve o seu início no dia 9 de setembro de 2006, integrada na primeira fase da rede 7, resultado da fusão das carreiras 13 e 27 face à frequente incapacidade dos veículos mini ao serviço da carreira 13 . O percurso estabelecia-se entre a Estação de Campolide e a Praça do Comércio, via eixo interior e com um desvio pela Lapa e São Bento.
No dia 5 de janeiro de 2008, no âmbito da segunda fase da rede 7 que preconizou a reestruturação da rede na zona central da cidade, a carreira 713 altera o seu percurso por forma a resolver o excesso de oferta que se verificava na sua ligação à Baixa, fruto do percurso demorado, divergindo para Amoreiras até Marquês de Pombal, acabando por satisfazer as críticas dos antigos clientes da carreira 27. A ligação à Baixa foi reforçada através de outras carreiras com percursos mais lineares e populares.
Por ocasião da terceira fase da Rede 7, implementada no dia 26 de junho de 2010, a carreira 713 passou a assegurar o percurso suprimido da carreira 718, entretanto descontinuada do troço entre Amoreiras e a Alameda de Dom Afonso Henriques. Contudo, por ocasião de obras na zona envolvente ao Arco do Cego, a carreira só viria a possuir terminal no topo poente da Alameda de Dom Afonso Henriques a 1 de março de 2013 

## Características

### Estação
Pontinha

### Material circulante
MAN 18-280 (série 2451-2500) Marcopolo Viale
MAN 18-310 (série 2201-2310) Cateano City Gold

## Percurso

### Sentido Alameda de D. Afonso Henriques
Estação de Campolide → Alcântara → Santos → Estrela → Amoreiras → Campolide → Arco do Cego
| código | paragem                                  | ligação | ligação | ligação | ligação | ligação | ligação | ligação | ligação | ligação | ligação | ligação | ligação | ligação | ligação | ligação | ligação ML | ligação         | outras ligações |  |
| ------ | ---------------------------------------- | ------- | ------- | ------- | ------- | ------- | ------- | ------- | ------- | ------- | ------- | ------- | ------- | ------- | ------- | ------- | ---------- | --------------- | --------------- |  |
| cod    | ESTAÇÃO DE CAMPOLIDE                     |         |         | 702     | 751     | 756     |         |         |         |         |         |         |         |         |         |         |            | Sintra Azambuja | TST, Fertagus   |  |
| cod    | Estação de Campolide                     |         |         | 702     | 751     | 756     |         |         |         |         |         |         |         |         |         |         |            |                 |                 |  |
| cod    | Avenida de Ceuta (Viveiros)              |         |         | v       | 751     | 756     |         |         |         |         |         |         |         |         |         |         |            |                 |                 |  |
| cod    | Avenida de Ceuta (Rua do Arco Carvalhão) |         |         | v       | 751     | 756     |         |         |         |         |         |         |         |         |         |         |            |                 |                 |  |
| cod    | Bairro do Loureiro (Avenida de Ceuta)    |         |         | v       | 751     | 756     |         |         |         |         |         |         |         |         |         |         |            |                 |                 |  |
| cod    | Quinta do Cabrinha (Avenida de Ceuta)    |         |         | v       | 751     | 756     |         |         |         |         |         |         |         |         |         |         |            |                 |                 |  |
| cod    | Alcântara Terra (Avenida de Ceuta)       |         |         | v       | 751     | 756     |         |         |         |         |         |         |         |         |         |         |            |                 | TST             |  |
| cod    | Alcântara (Terra)                        | 720     | 738     | v       | 751     | 756     | 712     | 742     | 714     | 727     | 773     | 15E     | 18E     | 728     | 732     | 760     |            |                 | TST             |  |
| cod    | Praça da Armada                          | v       | v       | v       |         |         | v       | v       | 714     | 727     | 773     | v       | v       | v       | v       | v       |            |                 |                 |  |
| cod    | Avenida Infante Santo                    | 720     | 738     | v       |         |         | v       | v       | 714     | 727     | v       | v       | v       | v       | v       | v       |            |                 |                 |  |
| cod    | Rua Presidente Arriaga                   | v       | v       | v       |         |         | v       | v       | 714     | 727     | v       | v       | v       | v       | v       | v       |            |                 |                 |  |
| cod    | Rua das Janelas Verdes (M.N.A.A.)        | v       | v       | v       |         |         | v       | v       | 714     | 727     | v       | v       | v       | v       | v       | v       |            |                 |                 |  |
| cod    | Santos                                   | v       | v       | v       | 25E     |         | v       | v       | 714     | 727     | v       | 15E     | 18E     | 728     | 732     | 760     |            |                 |                 |  |
| cod    | R. S. João Mata                          | v       | v       | v       | 25E     |         | v       | v       |         | v       | v       |         |         |         |         |         |            |                 |                 |  |
| cod    | R. Garcia Orta                           | v       | v       | v       | 25E     |         | v       | v       |         | v       | v       |         |         |         |         |         |            |                 |                 |  |
| cod    | R. S. Domingos à Lapa                    | v       | v       | v       | 25E     |         | v       | v       |         | v       | v       |         |         |         |         |         |            |                 |                 |  |
| cod    | Lapa                                     | v       | v       | v       | v       |         | v       | v       |         | v       | 773     |         |         |         |         |         |            |                 |                 |  |
| cod    | R. Borges Carneiro / Cç. Estrela         | v       | v       | v       | v       |         | v       | v       |         | v       | 773     |         |         |         |         |         |            |                 |                 |  |
| cod    | Cç. Estrela / R. Teófilo Braga           | v       | v       | v       | v       |         | v       | v       |         | v       | 773     |         |         |         |         |         |            |                 |                 |  |
| cod    | Estrela                                  | 720     | 738     | v       | 25E     |         | v       | v       |         | v       | 773     |         |         |         |         |         |            |                 |                 |  |
| cod    | Jardim Estrela                           | 720     | 738     | v       |         |         | v       | v       |         | v       | v       |         |         |         |         |         |            |                 |                 |  |
| cod    | Av. Álvares Cabral                       | 720     | 738     | v       |         |         | v       | v       |         | v       | v       |         |         |         |         |         |            |                 |                 |  |
| cod    | Largo do Rato                            | 720     | 738     | v       | 774     |         | v       | v       | 758     | 727     | 773     |         |         |         |         |         |            |                 |                 |  |
| cod    | Jardim Amoreiras                         | v       | v       | v       | 774     |         | v       | v       | v       | v       |         |         |         |         |         |         |            |                 |                 |  |
| cod    | R. Amoreiras                             | v       | v       | v       | 774     |         | v       | v       | v       | v       |         |         |         |         |         |         |            |                 |                 |  |
| cod    | Amoreiras                                | v       | v       | v       | 774     | 783     | v       | v       | 758     | v       |         |         |         |         |         |         |            |                 |                 |  |
| cod    | R. Cons. Fernando Sousa                  | v       | v       | v       |         | v       | v       | v       | 758     | v       |         |         |         |         |         |         |            |                 |                 |  |
| cod    | Campolide                                | v       | v       | 702     | 701     | v       | 712     | 742     | 758     | v       |         |         |         |         |         |         |            |                 |                 |  |
| cod    | R. Marquês Fronteira                     | v       | v       |         |         | v       |         | 742     |         | v       |         |         |         |         |         |         |            |                 |                 |  |
| cod    | Palácio Justiça                          | v       | v       |         |         | v       |         | 742     |         | v       |         |         |         |         |         |         |            |                 |                 |  |
| cod    | B.º Azul                                 | v       | v       |         |         | v       |         | 742     |         | v       |         |         |         |         |         |         |            |                 |                 |  |
| cod    | S. Sebastião                             | v       | v       |         |         | v       |         | 742     |         | v       |         |         |         |         |         |         |            |                 |                 |  |
| cod    | Av. Marquês Tomar                        | v       | v       | 716     | 726     | v       |         | 742     |         | v       |         |         |         |         |         |         |            |                 |                 |  |
| cod    | Av.D.Ávila                               | v       | 738     | 716     | 726     | 783     | 744     | 742     |         | 727     |         |         |         |         |         |         |            |                 |                 |  |
| cod    | ARCO DO CEGO                             | 720     |         | 716     | 726     |         |         | 742     | 767     |         |         |         |         |         |         |         |            |                 |                 |  |

### Sentido Estação de Campolide
Arco do Cego → Campolide → Amoreiras → Estrela → Santos → Alcântara → Estação de Campolide

## Equipamentos servidos
| Designação | Paragem mais próxima         |
| --- | ---------------------------- |
| - Estação Ferroviária de Campolide                                                                                        | Estação de Campolide         |
| - Centro Coordenador de Transportes Norte - Estação Ferroviária de Alcântara-Terra - Estação Ferroviária de Alcântara-Mar | Alcântara (Avenida de Ceuta) |

## Horário
Ficheiros em formato PDF
Estação de Campolide > Alameda de Dom Afonso Henriques
Alameda de Dom Afonso Henriques > Estação de Campolide